# 커피 대용품

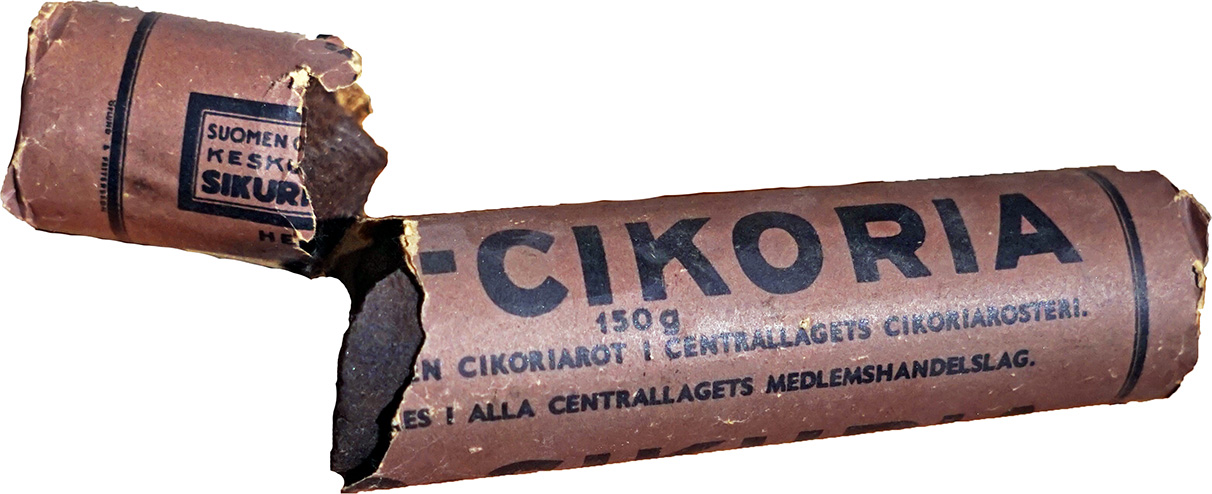

커피 대용품는 커피콩을 쓰지 않고 만든 커피 대용품이다. 밀이나 민들레뿌리, 고구마 등을 볶아서 만든다. 카페인이 없어서 카페인을 먹으면 해로운 사람들에게 좋다.

## 같이 보기
- 디카페인 커피